# IC 3481
IC 3481 — галактика типу E/SB0 () у сузір'ї Діва.
Цей об'єкт міститься в оригінальній редакції індексного каталогу.